# An Chéad Dáil

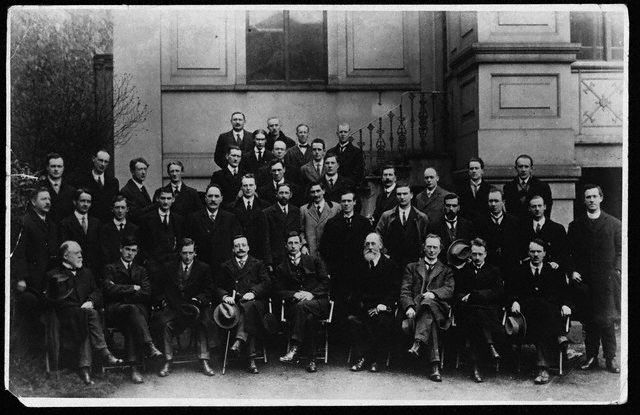
Os membros da Primeira Dáil, 10 de abril de 1919
Primeira fileira, esquerda para direita: Laurence Ginnell, Michael Collins, Cathal Brugha, Arthur Griffith, Éamon de Valera, Conde Plunkett, Eoin MacNeill, W. T. Cosgrave e Ernest Blythe. Kevin O'Higgins esta na terceira fileira (direita)

A An Chéad Dáil (em inglês:  First Dáil ou em português:  Primeira Dáil) foi o primeiro congresso reunido da Dáil Éireann, de 1919 a 1921. Foi o primeiro parlamento unicameral da recém formada República da Irlanda. Seus membros foram eleitos na eleição de 1918 e deveriam tomar posse em Westminster mas se recusaram a tomar seus assentos junto ao Parlamento do Reino Unido, preferindo se reunir em Dublin, no Parlamento Irlandês (o "Dáil Éireann"). O estabelecimento da Primeira Dáil ocorreu no mesmo dia do começo da Guerra da Independência da Irlanda. Após as eleições de 1921, a An Chéad Dáil foi sucedida pela Segunda Dáil.